# Федеральний департамент внутрішніх справ Швейцарії
Федеральний департамент внутрішніх справ — один з семи департаментів уряду Швейцарії, який входить до складу Федеральної адміністрації Швейцарії. Департамент завжди очолює один з членів Федеральної ради Швейцарії, яка виконує роль колективного голови держави. З 2024 року департамент очолює Елізабет Бом-Шнайдер.
Завданнями департаменту є забезпечення роботи пенсійної системи та системи соціального страхування, забезпечення доступності медичної допомоги, контроль за безпекою харчових продуктів та за гуманним поводженням з тваринами, підтримка культури і мистецтв, складання метеорологічних прогнозів та багато іншого.

## Структура
Департамент складається з таких офісів:
- Генеральний секретаріат — відповідає за планування, контроль та координацію роботи департаменту, координує ухвалення рішень між федеральними офісами та головою департаменту. Надає консультаційні послуги всьому департаменту. До його обов'язків також відноситься нагляд за діяльністю благодійних організацій. Федеральна комісія протидії расизму, Служба боротьби з расизмом та Офіс забезпечення рівності для людей з інвалідністю адміністративно афілійовані з Генеральним секретаріатом. В ньому працює 62 особи, а річний бюджет складає 36 мільйонів франків.
- Федеральний офіс з питань гендерної рівності — займається забезпеченням рівних прав для представників різних статей на робочих місцях та вдома. Серед цілей, які офіс ставить перед собою, рівна оплата праці, запобігання сексуальним домаганням на робочому місці, запобігання домашньому насильству та допомога у досягненні балансу між професійним і сімейним життям. Секретаріат Федеральної комісії з підтримки жінок афілійований з цим офісом. В ньому працює 12 осіб, а річний бюджет складає 8 мільйонів франків.
- Федеральний офіс культури — є активним у сферах культурної промоції та обізнаності, культурної спадщини та збереження історичних будівель і пам'яток. Він опікується федеральними художніми колекціями, під його керівництвом працюють Швейцарська національна бібліотека, з її Швейцарським літературним архівом та Графічною колекцією, та Швейцарський національний музей та інші важливі національні колекції. Офіс займається підтримкою мистецтв, дизайну та кіновиробництва, а також захищає інтереси мовних і культурних меншин. Він є точкою контакту для запитів пов'язаних із переміщеними культурними цінностями. В цьому офісі працює 220 осіб, а річний бюджет складає 202 мільйони франків.
  - Швейцарська національна бібліотека — її завданням є збір, збереження, каталогування та забезпечення публічного доступу до всіх друкованих та електронних видань пов'язаних із Швейцарією. Крім того, вона зберігає деякі спеціальні колекції, найважливішими сере яких є Швейцарський літературний архів та Графічна колекція. Центр Дюрренматта в місті Невшатель такоє є частиною Національної бібліотеки. В бібліотеці працює 126 осіб, а річний бюджет складає 34 мільйони франків.
- Швейцарський федеральний архів — займається вивченням, збереженням, каталогуванням та популяризацією офіційних документів Швейцарської Конфедерації (яких в 2008 році було на 11.4 терабайти, що відповідає книжній шафі довжиною у 50 кілометрів). Фонд складається з оригінальних документів, таких як оригінальний текст Федеральної конституції Швейцарії, фотографій, відеоплівок та баз даних. В архіві працює 47 осіб, а річний бюджет складає 16 мільйонів франків.
- Федеральний офіс громадського здоров'я — його завданням є забезпечення здоров'я всіх людей, які проживають у Швейцарії. Офіс намагається підвищити обізнаність щодо питань пов'язаних із здоров'ям, щоб люди могли брати відповідальність за своє здоров'я. Офіс займається питаннями, пов'язаними із епідеміологією та інфекційними захворюваннями, запобіганням зловживанню психоактивних речовин та запобіганням наркоманії, безпекою харчових продуктів, захистом від радіації та шумового забруднення, моніторингом за поводженням з токсичними і небезпечними хімічними ресовинами, дозлідженнями стовбурових клітин та запобіганням біологічному тероризму, медичним страхуванням та страхуванням від нещасних випадків. В офісі працює 581 особа, а річний бюджет складає 207 мільйонів франків.
- Федеральний офіс соціального захисту — його обов'язком є забезпечення надійності системи соціального страхування, яка забезпечує пенсії для літніх людей, пенсії за інвалідністю, допомогу для людей, які втратили заробіток. Офіс розпоряджається коштами з федерального бюджету, виділеними на соціальну допомогу. В 2000-их роках обсяг цих коштів коливався між 13 та 14 мільярдами франків і складав близько чверті всього федерального бюджету. В офісі працює 243 особи, а річний бюджет складає 12 мільйонів франків.
- Федеральний офіс статистики — збирає та публікує статистичну інформацію щодо різних сфер життя Швейцарії. Випускає щорічний Статистичний довідник. В офісі працює 509 осіб, а річний бюджет складає 142 мільйони франків.
- Федеральний офіс метеорології та кліматології ("MeteoSwiss") — складає прогнози погоди та за необхідності видає попередження про несприятливі погодні умови. Надає інформацію про погодні небезпеки рятувальним службам, засобам масової інформації та громадськості. Офіс забезпечує роботу телеметричних наземних станцій, метеорологічних радарів та інструментів для дистанційного зондування Землі, розташованих на більш ніж 700 локаціях. Будучи федеральним офісом з автономний бюджетом, "MeteoSwiss" продає персоналізовані прогнози для підприємств та для фізичних осіб. В офісі працює 273 особи, а річний бюджет складає 79 мільйонів франків.
- Федеральний офіс з безпеки харчових продуктів і ветеринарії — основними завданнями є забезпечення безпеки харчових продуктів і здорового харчування для людей, контроль за гуманним ставленням до тварин, захист видів у міжнародній торгівлі. Сфера діяльності офісу включає такі теми як стійкість до антибіотиків, стратегії харчування, утримання домашніх тварин, хвороби, які можуть передаватися від тварин до людей, а також видача дозволів на імпорт тварин, що охороняються. Цей офіс є найновішим з усіх, він почав працювати в 2014 році.[5]

## Керівники департаменту
- Стефано Франшині (1848–1857)
- Джованні Батіста Пйода (1857–1863)
- Карл Шенк (1864)
- Якоб Дубс (1865)
- Карл Шенк (1866–1870)
- Якоб Дубс (1871–1872)
- Карл Шенк (1872–1873)
- Йозеф Мартін Кнюзель (1874–1875)
- Нюма Дроз (1876–1878)
- Карл Шенк (1879–1884)
- Адольф Дойхер (1885)
- Карл Шенк (1886–1895)
- Ежен Руффі (1895–1897)
- Адріен Лашеналь (1898–1899)
- Марк-Еміль Рюше (1900–1903)
- Людвіг Форрер (1904–1905)
- Марк-Еміль Рюше (1906–1910)
- Йозеф Антон Шобінгер (1911)
- Марк-Еміль Рюше (1912)
- Каміль Декоппе (1912)
- Луї Пер'є (1913)
- Фелікс Калондер (1913–1917)
- Гюстав Адор (1918–1919)
- Ернест Шуар (1920–1928)
- Марсель Піле-Гола (1929)
- Альберт Меєр (1930–1934)
- Філіп Еттер (1934–1959)
- Ганс-Петер Чуді (1960–1973)
- Ганс Гюрліман (1974–1982)
- Альфон Еглі (1983–1986)
- Флавіо Котті (1987–1993)
- Рут Дрейфус (1994–2002)
- Паскаль Кушпен (2003–2009)
- Дідьє Буркгальтер (2009–2011)
- Ален Берсе (2012-2024)
- Елізабет Бом-Шнайдер (з 2024)